# Volapükabled
Volapükabled – magazyn wydawany w Niemczech w 1881, w języku Volapük przez autora tego języka - księdza Johanna Martina Schleyera. Zrzeszał wszystkich fanów tego języka.